# لوويل (إنديانا)
لوويل (بالإنجليزية: Lowell, Indiana)‏ هي بلدة أمريكية تقع في الولايات المتحدة في مقاطعة ليك (إنديانا). يقدر عدد سكانها بـ 9,276 نسمة ومساحتها 13.65 كم2 وترتفع عن سطح البحر 204 متر.

## التركيبة السكانية
قام مكتب تعداد الولايات المتحدة بتحديد بيانات التركيبة السكانية للوويل في تعداد الولايات المتحدة. في ما يلي، التركيبة السكانية حسب تعدادي 2000 و2010.

### تعداد عام 2000
بلغ عدد سكان لوويل 7,505 نسمة بحسب تعداد عام 2000، وبلغ عدد الأسر 2,697 أسرة وعدد العائلات 2,030 عائلة مقيمة في البلدة. في حين سجلت الكثافة السكانية 1,839.2 نسمة لكل ميل مربع (710.1/كم2). وبلغ عدد الوحدات السكنية 2,809 وحدة بمتوسط كثافة قدره 688.4 نسمة لكل ميل مربع (265.8/كم2).
وتوزع التركيب العرقي للبلدة بنسبة 97.30% من البيض و 0.39% من الأمريكيين الأصليين و 0.24% من الأمريكيين ذوي الأصول الآسيوية و 0.01% من سكان جزر المحيط الهادئ و 0.03% من الأمريكيين الأفارقة و 0.92% من عرقين مختلطين أو أكثر.
```
وبلغت نسبة 
الأزواج
 القاطنين مع بعضهم البعض 62.2% من أصل المجموع الكلي للأسر،
```

بلغ العمر الوسطي للسكان 34 عاماً. وكانت نسبة 28.6% من القاطنين تحت سن الثامنة عشر، وكانت نسبة 8.3% بين الثامنة عشر والأربعة وعشرون عاماً، ونسبة 31.1% كانت واقعةً في الفئة العمرية ما بين الخامسة والعشرون حتى والأربعة وأربعون عاماً، ونسبة 21.1% كانت ما بين الخامسة والأربعون حتى الرابعة والستون، ونسبة 10.8% كانت ضمن فئة الخامسة والستون عاماً فما فوق. يوجد لكل 100 أنثى 96.5 ذكر، ويوجد لكل 100 أنثى في الثامنة عشر من عمرها فما فوق 91.3 ذكر.
بلغ متوسط دخل الأسرة في البلدة 49,173 دولار، أما متوسط دخل العائلة فبلغ 54,797 دولار. وكان متوسط دخل الذكور 45,023, دولار مقابل 23,378 دولار للإناث. وسجل دخل الفرد الخاص بالبلدة 19,752 دولار. وكانت نسبة 5.6% من العائلات ونسبة 6.5% من السكان تحت خط الفقر، وكان من هؤلاء نسبة 7.8% تحت سن الثامنة عشر ونسبة 5.4% في الخامسة والستين من العمر وما فوق.

### تعداد عام 2010
بلغ عدد سكان لوويل 9,276 نسمة بحسب تعداد عام 2010، وبلغ عدد الأسر 3,392 أسرة وعدد العائلات 2,500 عائلة مقيمة في البلدة. في حين سجلت الكثافة السكانية 1,790.7 نسمة لكل ميل مربع (691.4/كم2). وبلغ عدد الوحدات السكنية 3,620 وحدة بمتوسط كثافة قدره 698.8 لكل ميل مربع (269.8/كم2).
وتوزع التركيب العرقي للبلدة بنسبة 95.9% من البيض و 0.4% من الأمريكيين الأصليين و 0.3% من الأمريكيين ذوي الأصول الآسيوية و 0.1% من سكان جزر المحيط الهادئ و 0.5% من الأمريكيين الأفارقة و 1.2% من عرقين مختلطين أو أكثر.
بلغ عدد الأسر 3,392 أسرة كانت نسبة 39.1% منها لديها أطفال تحت سن الثامنة عشر تعيش معهم، وبلغت نسبة الأزواج القاطنين مع بعضهم البعض 56.3% من أصل المجموع الكلي للأسر، ونسبة 11.9% من الأسر كان لديها معيلات من الإناث دون وجود شريك، بينما كانت نسبة 5.5% من الأسر لديها معيلون من الذكور دون وجود شريكة وكانت نسبة 26.3% من غير العائلات. تألفت نسبة 21.4% من أصل جميع الأسر من أفراد ونسبة 8.3% كانوا يعيش معهم شخص وحيد يبلغ من العمر 65 عاماً فما فوق. وبلغ متوسط حجم الأسرة المعيشية 3.16، أما متوسط حجم العائلات فبلغ 2.71.
بلغ العمر الوسطي للسكان 35.7 عاماً. وكانت نسبة 26.6% من القاطنين تحت سن الثامنة عشر، وكانت نسبة 8.8% بين الثامنة عشر والأربعة وعشرون عاماً، ونسبة 27.8% كانت واقعةً في الفئة العمرية ما بين الخامسة والعشرون حتى والأربعة وأربعون عاماً، ونسبة 25.1% كانت ما بين الخامسة والأربعون حتى الرابعة والستون، ونسبة 11.7% كانت ضمن فئة الخامسة والستون عاماً فما فوق. وتوزع التركيب الجنسي للسكان بنسبة 49.2% ذكور و50.8% إناث.